# Псевдоніжкій піщаноболотний
Псевдоніжкій піщаноболотний (Aulacomnium arenopaludosum) — вид мохів порядку коренегоніальних (Rhizogoniales).

## Поширення
Ареал охоплює такі частини світу: Україна.